# Alexéi Jovanski
Alexéi Jovanski –en ruso, Алексей Хованский – (Odintsovo, 9 de junio de 1987) es un deportista ruso que compitió en esgrima, especialista en la modalidad de florete.
Ganó una medalla de bronce en el Campeonato Mundial de Esgrima de 2009 y cuatro medallas de plata en el Campeonato Europeo de Esgrima entre los años 2007 y 2010. En los Juegos Europeos de Bakú 2015 consiguió una medalla de bronce en la prueba de florete por equipos.
Participó en dos Juegos Olímpicos de Londres 2012, ocupando el quinto lugar en la prueba por equipos.

## Palmarés internacional
| Campeonato Mundial | Campeonato Mundial | Campeonato Mundial | Campeonato Mundial  |
| Año                | Lugar              | Medalla            | Prueba              |
| ------------------ | ------------------ | ------------------ | ------------------- |
| 2009               | Antalya (Turquía)  | Medalla de bronce  | Florete por equipos |
| Juegos Europeos    |                    |                    |                     |
| Año                | Lugar              | Medalla            | Prueba              |
| 2015               | Bakú (Azerbaiyán)  | Medalla de bronce  | Florete por equipos |
| Campeonato Europeo |                    |                    |                     |
| Año                | Lugar              | Medalla            | Prueba              |
| 2007               | Gante (Bélgica)    | Medalla de plata   | Florete por equipos |
| 2008               | Kiev (Ucrania)     | Medalla de plata   | Florete por equipos |
| 2009               | Plovdiv (Bulgaria) | Medalla de plata   | Florete por equipos |
| 2010               | Leipzig (Alemania) | Medalla de plata   | Florete por equipos |